# Prud (Chorwacja)
Prud – wieś w Chorwacji, w żupanii dubrownicko-neretwiańskiej, w mieście Metković. W 2011 roku liczyła 497 mieszkańców.